# 恩佐亞河
恩佐亞河（Nzoia River）是非洲肯亞的河流，發源自埃爾貢山，向南轉北流經肯亞西部超過150萬人口的地區，最後注入維多利亞湖，河道全長257公里。恩佐亞河在全年時間提供用作灌溉的河水，這地區的土地因河水氾濫的沉積物而肥沃，沿途也有瀑布，適合興建水力發電廠。

## 外部連結
- 恩佐亞河氾濫 （页面存档备份，存于）